# Doggy Style Records
Doggy Style Records (a volte identificata anche come Doggystyle Records, ed in precedenza conosciuta come Dogghouse Records) è un'etichetta discografica fondata da Snoop Dogg il 6 luglio 1995, al termine dell'esperienza del rapper con la No Limit Records, con la quale aveva avuto dei dissapori.
Uno dei primi artisti ad essere messo sotto contratto dalla Doggy Style Records è stato Charlie Wilson. Fra gli altri artisti ad aver pubblicato con l'etichetta si possono citare Daz Dillinger, Kurupt, Nate Dogg, Warren G e Lady of Rage.